# Khowznān
Khowznān (persiska: خوزنان, Khoznān, Khūznān, خزنان) är en ort i Iran.   Den ligger i provinsen Qazvin, i den norra delen av landet, 90 km nordväst om huvudstaden Teheran. Khowznān ligger 1 638 meter över havet och antalet invånare är 227.
Terrängen runt Khowznān är lite bergig. Runt Khowznān är det ganska tätbefolkat, med 86 invånare per kvadratkilometer. Närmaste större samhälle är Naz̧arābād, 18,9 km söder om Khowznān. Trakten runt Khowznān består i huvudsak av gräsmarker.